# ピーテル＝ヤン・ベルダー
ピーテル＝ヤン・ベルダー（Pieter-Jan Belder、1966年 - ）は、オランダのチェンバリスト、クラヴィコード奏者、オルガニスト、フォルテピアノ奏者。さらにリコーダー奏者として国際的に演奏活動を行う。ピーター＝ヤン・ベルダーとも表記される。

## 略歴
デン・ハーグ王立音楽院リコーダー科、アムステルダム音楽院チェンバロ科卒業。
リコーダーをリカルド・カンジに、チェンバロをボブ・ファン・アスペレンに師事。
これまでにユトレヒト古楽音楽祭、ベルリン音楽祭、ブレーメン音楽祭、ライプツィヒ・バッハ音楽祭、ポツダム音楽祭など多くの音楽祭に出演。
ソリストとしての定期リサイタルのほか、通奏低音奏者としてヨハネット・ゾマー、シギスヴァルト・クイケン、ヴィルバート・ハゼルゼット、ニコ・ファン・ダー・メールの各氏などと共演する。
フランス・ブリュッヘン率いる18世紀オーケストラ、オランダバッハ協会管弦楽団、コレギウム・ヴォカーレ・ゲント、ジェズワルド・コンソート・アムステルダム、バッハ・コレギウム・ジャパン、オランダ放送交響楽団、自身の率いるアンサンブル、ムジカ・アンフィオンなど様々なアンサンブルで活動する。
1991年以来ドメニコ・スカルラッティ全集やヨハン・ゼバスティアン・バッハの平均律クラヴィーア曲集、ジャン＝フィリップ・ラモーやアントニオ・ソレールの全集など130枚以上のCDをリリースした。

## コンクール受賞歴
- 1997年　ハンブルク・NDR・チェンバロ・コンクール　第3位
- 2000年　ライプツィヒ・バッハ・コンクールチェンバロ部門　第1位